# Półwysep Koreański
Półwysep Koreański – półwysep w Azji Wschodniej, wcinający się na 1100 km w Ocean Spokojny. Od północnego wschodu oblewają go wody Morza Japońskiego, które w Korei Południowej nazywa się Morzem Wschodnim, a w Korei Północnej – Morzem Wschodniokoreańskim, a od południowego zachodu – Morza Żółtego. Od Wysp Japońskich półwysep oddziela Cieśnina Koreańska.

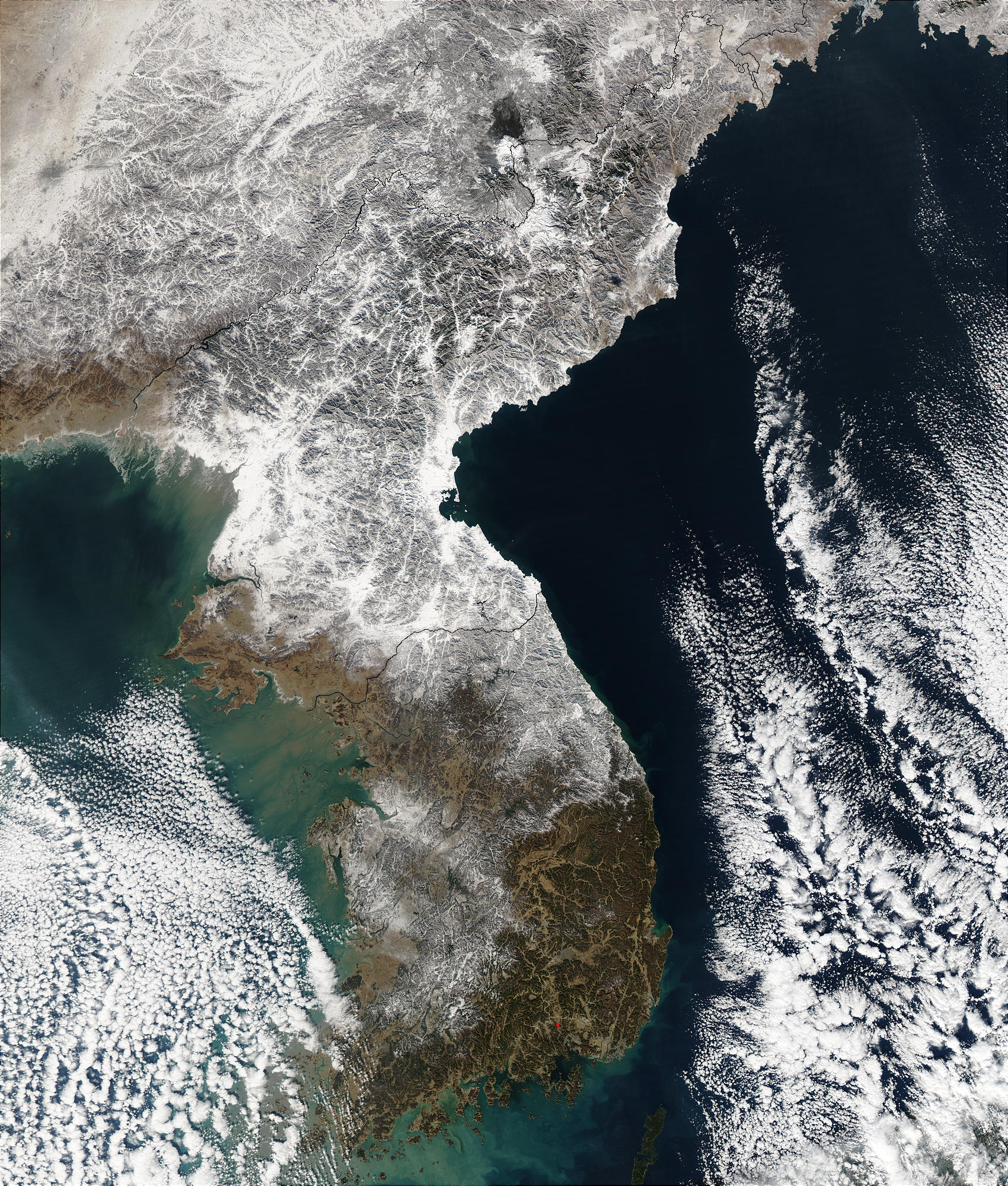
Półwysep widziany z kosmosu (grudzień)

Pod względem politycznym Półwysep Koreański podzielony jest między dwa państwa: Republikę Korei (Korea Południowa) i Koreańską Republikę Ludowo-Demokratyczną (Korea Północna). Przez wiele wieków, aż do podziału po II wojnie światowej, Korea tworzyła jedną jednostkę terytorialną.
Za północną granicę Półwyspu Koreańskiego powszechnie uznaje się granicę Korei Północnej z Chinami (1416 km) i Rosją (19 km). Biegnie ona głównie wzdłuż dwóch rzek: Jalu (kor. Amnok, 780 km) i Tuman (521 km).
Powierzchnia półwyspu wynosi 219 140 km². Linia brzegowa jest bardzo dobrze rozwinięta, zwłaszcza południowe i zachodnie wybrzeże. Jej łączna długość wynosi 8460 km. Przy południowym i zachodnim wybrzeżu rozsianych jest 3579 wysp, o łącznej powierzchni około 6 tys. km². Góry zajmują około 70% powierzchni Półwyspu Koreańskiego. Najwyższy szczyt to położony na północy Pektu-san (2744 m n.p.m.).

Flaga Zjednoczenia

Zarys Półwyspu Koreańskiego wraz z wyspą Czedżu znajdują się na tzw. Fladze Zjednoczenia, pod którą występują niekiedy sportowcy obu państw koreańskich. Przedstawia ona niebieski zarys półwyspu na białym tle. Po raz pierwszy wystąpili pod nią reprezentanci Korei Północnej i Południowej podczas mistrzostw świata w tenisie stołowym w 1991 roku. Maszerowali pod nią także sportowcy obu tych krajów podczas otwarcia Igrzysk Olimpijskich w 2000, 2004 i 2018.